# 波士顿轻轨绿线E支线
波士顿轻轨绿线E支线也被称作亨廷顿大道支线，是一条位于美国马萨诸塞州波士顿，由马萨诸塞湾交通局运营的轻轨轨道交通线路。1985年以前，线路终点站为阿博维站，该支线当时也被称作阿博维支线。1985年至2011年，希思街站至阿博维站服务被“暂时”用39路公交取代，轻轨终点站暂设为希思街站。线路恢复项目由于2011年败诉被正式取消。布里格姆环岛站至希思街站段轨道铺设在马路上，轻轨列车与其他机动车共享道路，这段线路也是目前马萨诸塞湾交通局系统中仅存的仍在正常营运使用的街面轨道。其他所有轻轨轨道均在行车道的分隔带、专用车道、隧道或者高架桥上
布里格姆环岛站东北方向段，列车行驶在亨廷顿大道行车道分隔带中，经过东北大学站后驶入亨廷顿大道地铁隧道，在科普利站西侧与其他绿线支线汇合后，驶向波士顿市中心。截至2019年，E支线是唯一的开往莱希米尔站的绿线分支。

## 历史

### 路面有轨电车线
最早，西罗克斯伯里铁路公司在如今的E支线区域修建了有轨电车线，并很快在1857年将它租给了大都会铁路公司。这条由马牵引的有轨电车线从波士顿市中心特里蒙特街出发，向南经过哥伦布大道、中央街和南街，最终到达牙买加平原的车库。大都会铁路公司在华盛顿街也有一条与之平行的线路，从达德利广场站开往森林山站。1891年，这些轨道被电气化改造，并于1902年延伸至阿博维，于华盛顿街上的轨道连接在一起，并最终建立了阿博维换乘站。1903年阿博维列车开始驶入地铁隧道。
布里格姆环岛站以西，沿着亨廷顿大道的轨道最初于1859年建造，该轨道向西一直延伸至布鲁克莱恩，是牙买加平原的支线之一。如今的这段线路被66路公交代替。1883年至1897年之间，亨廷顿大道上的轨道分段修建完成。亨廷顿大道上的轨道于1894年电气化，1897年9月1日，特里蒙特街地铁隧道竣工，亨廷顿大道线随后搬迁至地铁中，不再在博伊尔斯顿街街面行驶。

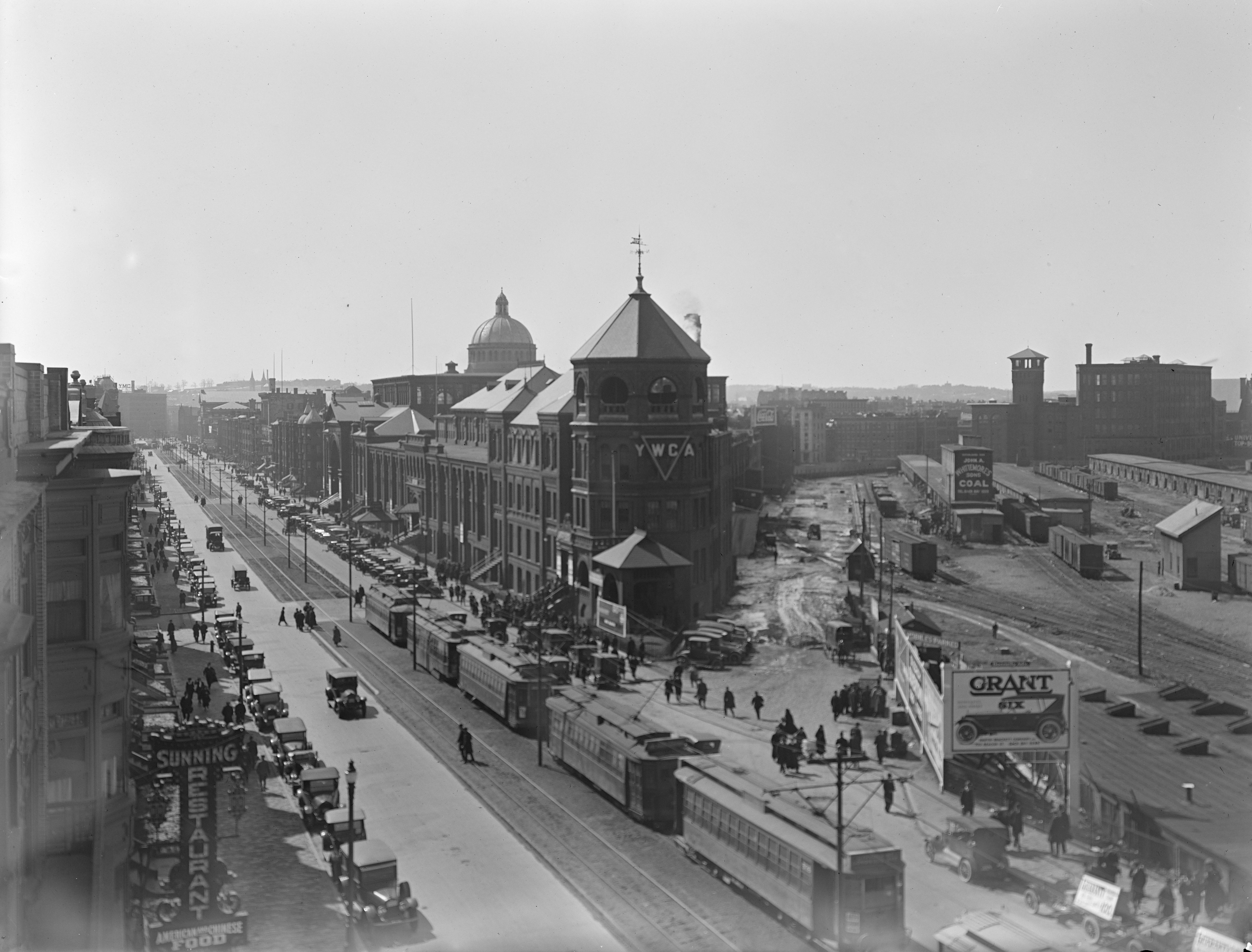
有轨电车停靠在亨廷顿大道机械大厅站（1920年），如今这里是普天寿站

1901年6月10日，华盛顿街高架（如今的地铁橙线）开通，其终点站当时为达德利广场站。包括牙买加平原支线在内的很多有轨电车将其终点站改至该车站便于换乘。1909年11月22日，华盛顿街高架延长至森林山站，与阿博维站离的很近。由此一来，从阿博维至市中心有两条可选路线，沿着华盛顿街的高架铁路十分快捷，而牙买加平原有轨电车经由亨廷顿大道开往市中心，行驶线路截然不同。

### 亨廷顿大道地铁

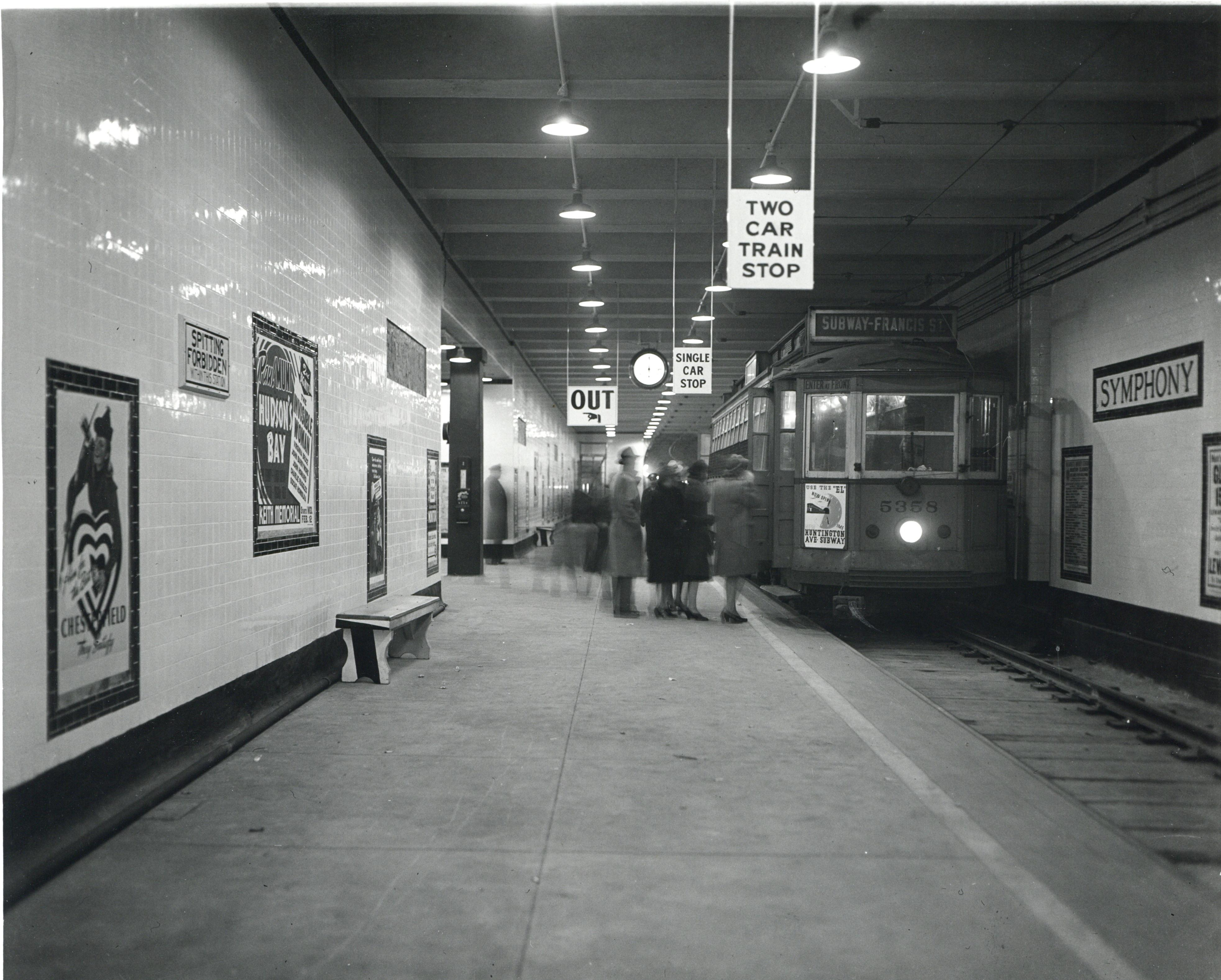
1941年，刚开放不久的交响大厅站。

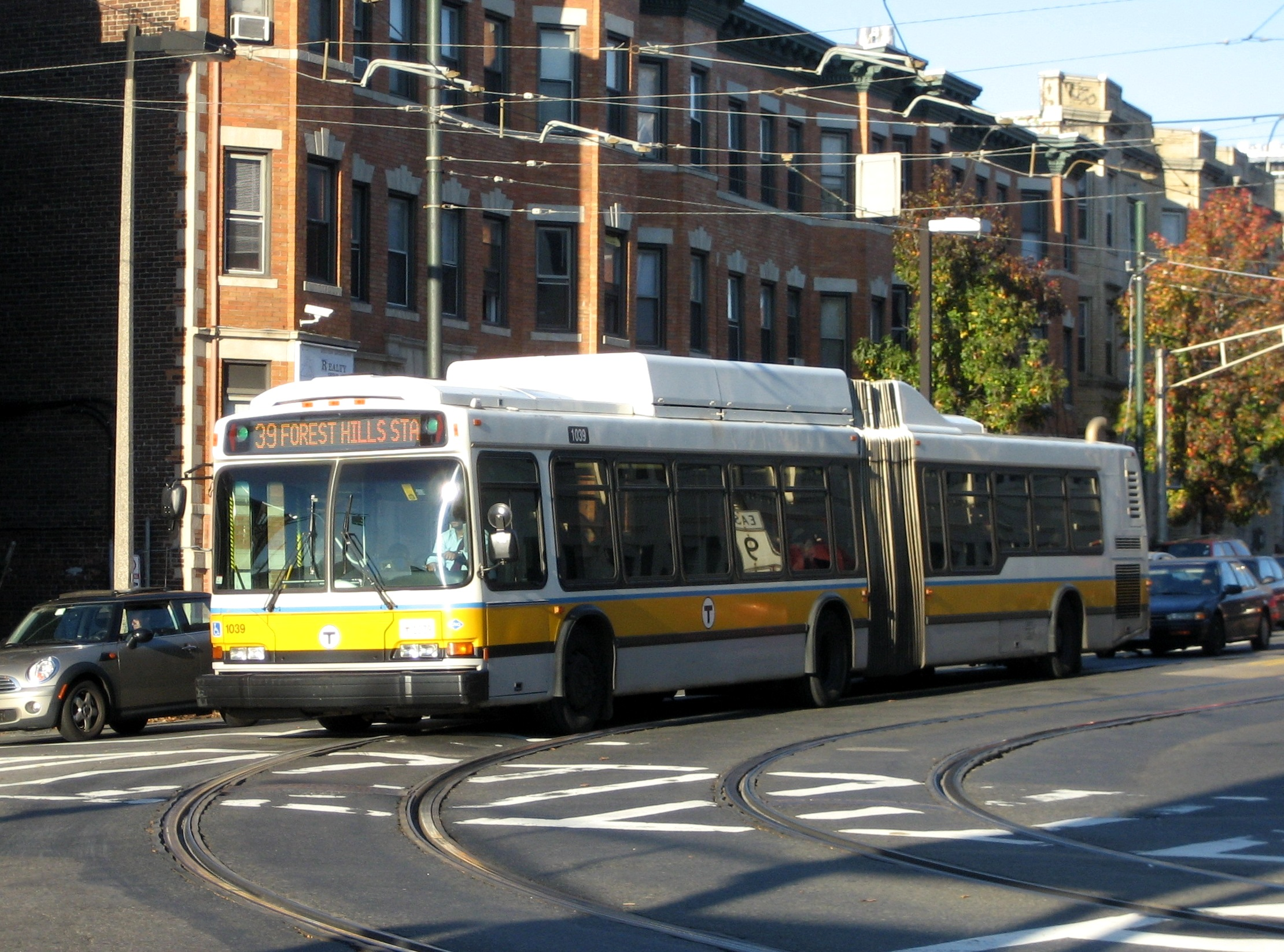
亨廷顿大街上的39路公交沿绿线轨道行驶

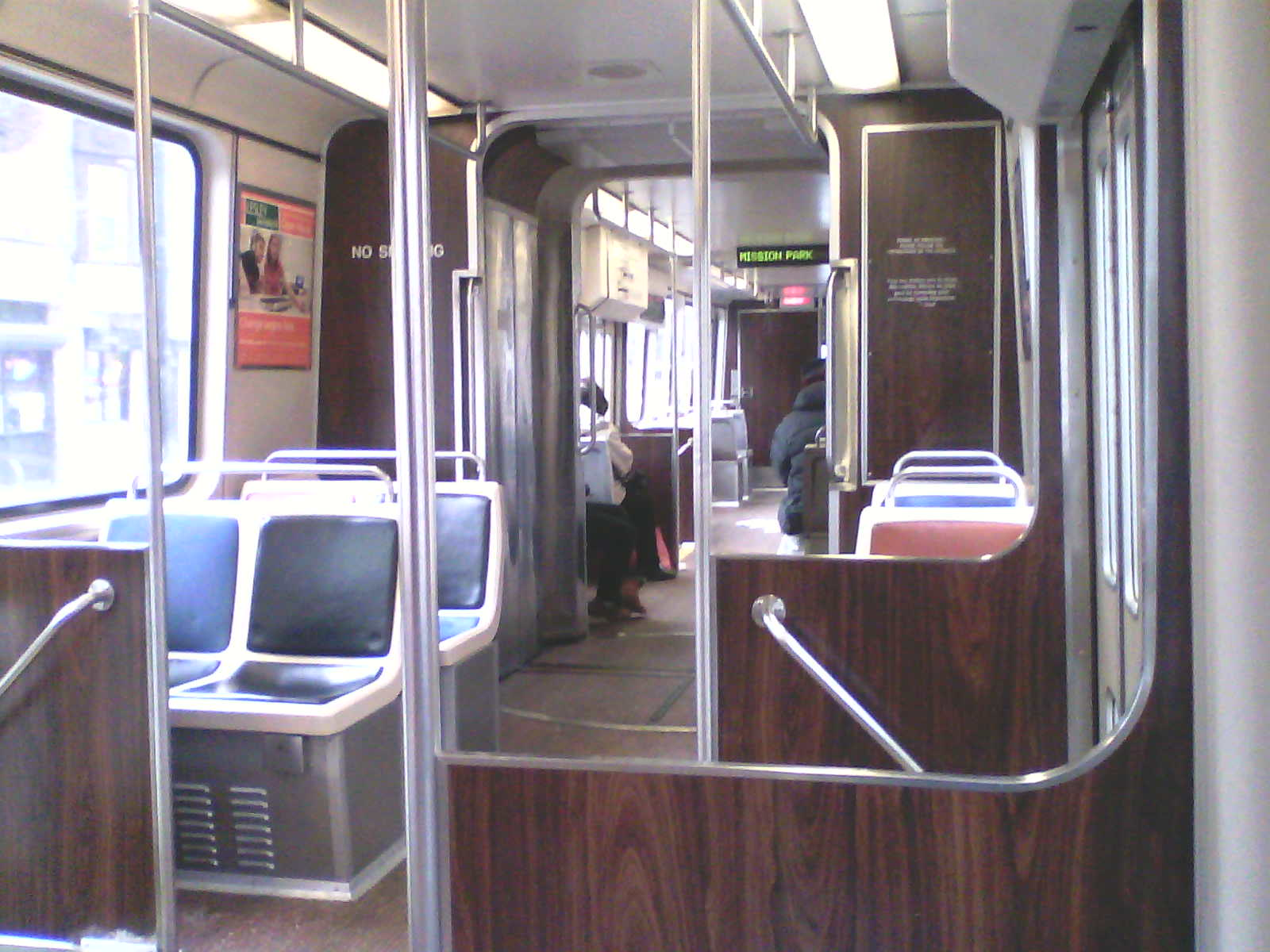
希思街线轻轨列车内饰（2013年1月）

1930年以前，科普利和博伊尔斯顿街交通繁忙。亨廷顿大道上有轨电车行驶在道路中央隔离带，而博伊尔斯顿街上车辆混行，造成有轨电车延误。1941年2月16日，亨廷顿大道地铁项目在线路上增设两个站点，分别为机械大厅站和交响大厅站。车站分别以临近的机械大厅会议礼堂和波士顿交响大厅命名。亨廷顿大道地铁项目由公共事业振兴署发起，开始于大萧条，建成后来自亨廷顿大道的有轨电车从地下进入科普利广场，节省大概15分支的拥堵时间。
由于D支线十分受欢迎等原因，有轨电车数量不足，轻轨线部分服务被39路公交车取代。1895年12月27日，开往阿博维的有轨电车正式停止服务。1898年12月，39路公交延伸至后湾站，可与波士顿地铁橙线免费换乘，车票之前于绿线票价相同，后来改成于普通公交票价一致。

## 恢复阿博维段服务的争议

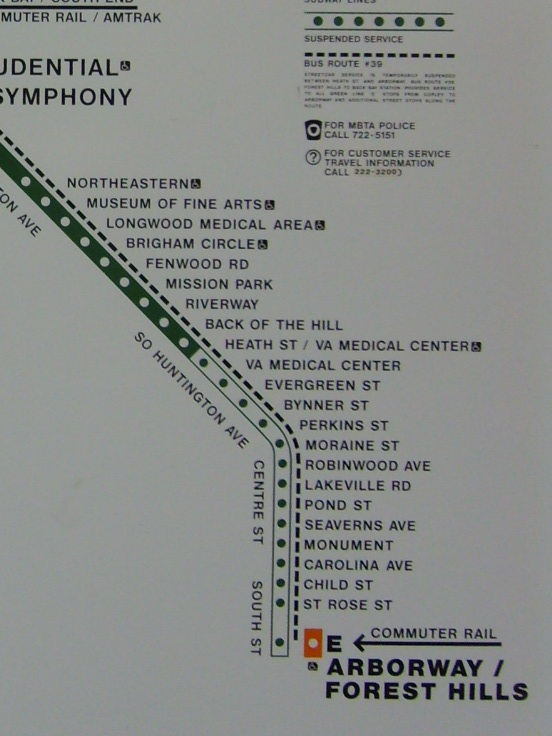
海因斯会议中心站遗存的旧线路图上还绘有阿博维段服务

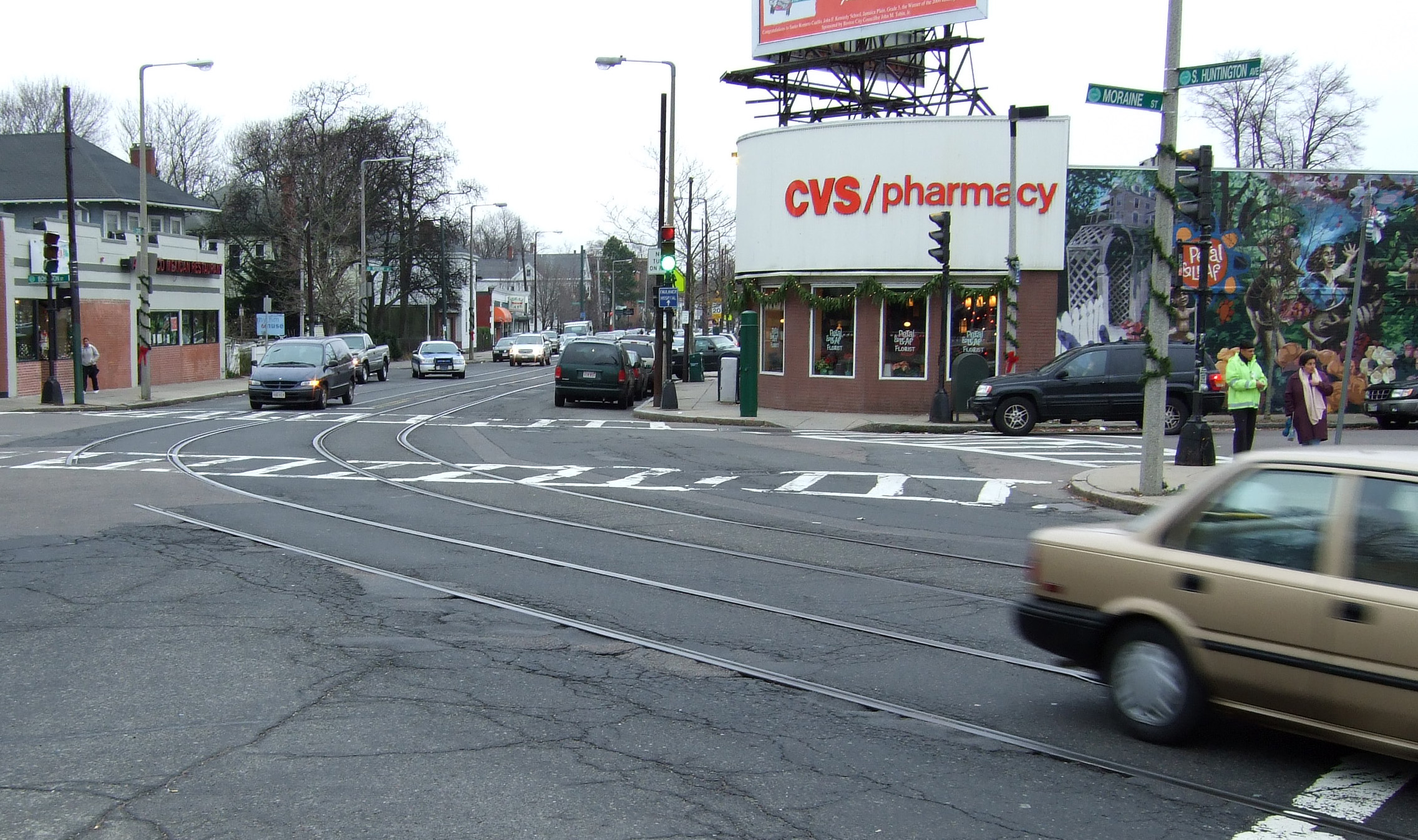
南亨廷顿大道与冰碛街路口不再使用的E支线轨道。如今这些轨道已被拆除。

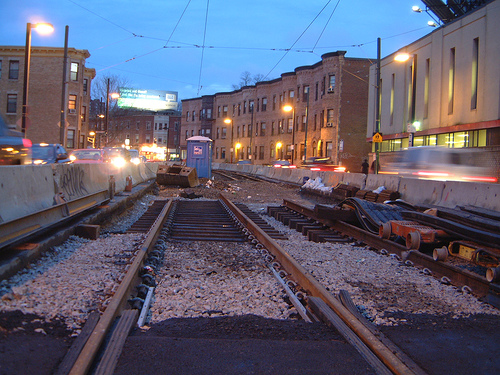
2006年11月，E支线亨廷顿大道段重建

为了解决与环境保护法基金会的诉讼，马萨诸塞州运输建设执行办公室（EOTC）同意采取措施环境，缓解大开掘工程增加的汽车排放。2000年，具体措施公开，其中马萨诸塞湾交通局将恢复轻轨绿线E支线阿博维段服务。由于未达到国家环境空气质量标准，美国国家环境保护局也在清洁空气法案实施计划中要求对该服务进行恢复。
恢复阿博维段服务的项目收到马萨诸塞湾交通局及当地社区的反对，并对项目进行修订以大道相同的效果。线路规划不再局限于E支线走廊，建设执行办公室承诺考虑其他措施强化阿博维地区轨道交通。
2004年的一项研究表明，由于通往阿博维的轨道在行车道上，于普通机动车混行，有轨电车只会加剧当地交通拥堵，并有可能阻塞紧急车辆。2005年3月，议员约翰·托宾要求马萨诸塞湾交通局将年久失修不再可用的轨道及头顶电缆拆除。2007年阿博维委员会对此提起诉讼，但是上述法院需要到2011年1月裁定，裁定时也为时已晚。在可预见的将来尝试恢复有轨电车服务的一切努力都被终结。2017年，冲啊！波士顿！2030年展望及行动计划》再次提出将E支线服务向南延长到牙买加平原区的海德广场。
39路公交往返于森林山和后湾站，与E支线服务大部分重合。在紧急情况轻轨服务中断时提供替代服务。

## 车站列表
以下为E支线独有车站，不含从科普利站（Copley）到市中心的主线车站。
| 中文站名     | 英文站名                | 所在地                           | 换乘及备注                                                                         |
| ------------ | ----------------------- | -------------------------------- | ---------------------------------------------------------------------------------- |
| 普天寿       | Prudential              | 亨廷顿大道与贝尔维迪尔街路口     | 马萨诸塞湾交通局公交：39、55                                                       |
| 交响大厅     | Symphony                | 马萨诸塞大道与亨廷顿大道交汇路口 | 马萨诸塞湾交通局公交：1、39 波士顿交响大厅（SymphonyHall）旁                       |
| 东北大学     | Northeastern University | 亨廷顿大道歌剧路                 | 马萨诸塞湾交通局公交：39                                                           |
| 波士顿美术馆 | Museum of Fine Arts     | 亨廷顿大道拉格尔斯街             | 马萨诸塞湾交通局公交：8、19、39、47、CT2、CT3 车站位于东北大学西侧，波士顿美术馆旁 |
| 长木医学区   | Longwood Medical Area   | 亨廷顿大道与长木大道交汇路口     | 马萨诸塞湾交通局公交：39、CT2                                                      |
| 布里格姆环岛 | Brigham Circle          | 亨廷顿大道与弗朗西斯街交汇路口   | 马萨诸塞湾交通局公交：39、66、MIS 道路中央分隔带中的最后一站                       |
| 芬伍德路     | Fenwood Road            | 亨廷顿大道与芬伍德路交汇路口     | 马萨诸塞湾交通局公交：39、66                                                       |
| 传教山公园   | Mission Park            | 亨廷顿大道传教山公园             | 马萨诸塞湾交通局公交：39、66                                                       |
| 河道         | Riverway                | 亨廷顿大道与南亨廷顿大道交汇路口 | 马萨诸塞湾交通局公交：39、66                                                       |
| 后山         | Back of the Hill        | 南亨廷顿大道靠近希思街           | 马萨诸塞湾交通局公交：39                                                           |
| 希思街       | Heath Street            | 南亨廷顿大道与希思街交汇路口     | 马萨诸塞湾交通局公交：14、39                                                       |